# Manta tèrmica agrícola

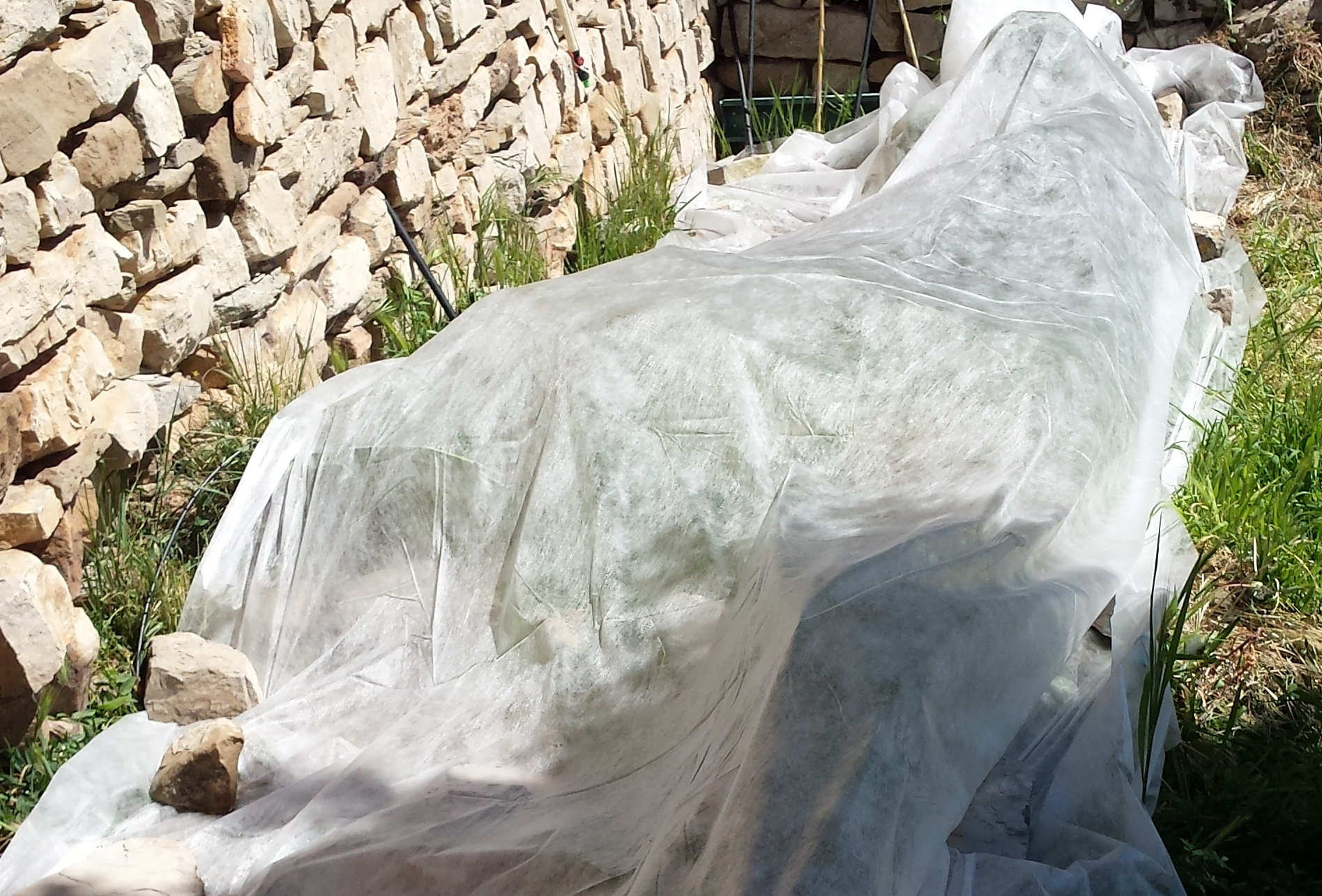
Manta tèrmica a Castelltallat, Bages

La manta tèrmica  és un geotèxtil (teixit sense teixir) lleuger, estabilitzat contra els raigs UV. Per raó de la seva porositat permet el pas de l'aire i aigua. Crear una barrera de protecció que evita els canvis bruscos de temperatura, i evita que la planta es geli.
S'utilitza molt per a la protecció dels cultius agrícoles que són sensibles als danys provocats per gelades. S'utilitza en diferents cultius com carxofes, remolatxes, enciam... Als camps de futbol pot ajudar a crear una barrera tèrmica contra els canvis bruscos de temperatura que danyarien la gespa. La composició de la manta tèrmica permet la ventilació i la transpiració de la coberta vegetal i evita que apareguin problemes causats en el cicle fotosintètic de les espècies vegetals.
La manta tèrmica estableix també una barrera eficaç contra algunes plagues virals, d'insectes i males herbes. La seva destrucció irregular (per crema) és molt pol·luint per això s'organitza en certes regions una recollida. Només a Mallorca, s'estima el volum anual de detritus de plàstics agrícoles a uns tres-cents tones, però en general, el volum de recollida i reciclatge queda força baix.